# Милан Јовић
Милан Јовић (Доња Трнова 1951 — Билалићи 1993), је био пуковник Војске Републике Српске током распада Југославије и рата у БиХ.

## Биографија
Милан Јовић рођен је 1951. године у селу Доња Трнова, општина Угљевик. Основну школу је завршио у родном мјесту, а учитељску школу завршио је у Бијељини, након које уписује Војну академију. Службовао је у више градова Југославије (Загреб, Вараждин, Марибор...).

### Рат у Словенији
Распад Југославије затекао га је на дужности начелника штаба 195. моторизоване бригаде у Марибору. Оцијенивши да у Марибору нису пожељни, он је са својом војском кренуо у пробој према Драви и на том путу су једина колона, која у повлачењу кроз ову бившу југословенску републику, води борбу.
„Сви војници Словенци и Хрвати, а њих је било највише, били су већ дезертирали. Имао сам само 48 војника, оних правих ријешених да и по цијену живота непријатељу не предају тенкове и друга оклопна возила“, причао је пуковник Јовић репортеру „Вечерњих новости“.
Пред Дравоградом их опкољавају јаке снаге словеначке територијалне одбране. У борби која се развила командант Јовић је тешко рањен, али не напушта командно мјесто. Два дана он је са својом јединицом држао Дравоград, а затим је стигла одлука врховне команде о повлачењу војске из Словеније, па се са јединицом морао упутити према Србији.

### Рат у Хрватској
Јовићева 195. моторизована бригада је стационирана у Ваљеву, када је почео рат у Хрватској. Јовић је прешао у Лозницу, одакле је са Лозничанима кренуо на Банију. Јединица је стигла до предграђа Карловца, али су се повукли по наредби више команде.
Пуковник Јовић се са јединицом вратио у Лозницу. Ту је од провјерених и прекаљених бораца и официра формирао 195. борбену групу са којом одлази у источну Славонију, у село Нијемци. У борбама код Нијемаца бива поново рањен. На ратишту бива постављен за команданта Лозничке бригаде, која у Славонији остаје до краја рата.

### Рат у Босни и Херцеговини
Почетком рата у Босни и Херцеговини, Милан Јовић се одазива на позив упућен официрима рођеним на територији ове бивше југословенске републике, да дођу и помогну свој народ. Долази на Мајевицу и бива постављен за команданта Прве мајевичке бригаде, са командом у Угљевику.
Прва линија фронта је на само неколико километара од његове родне Трнове. За пуковником Јовићем на Мајевицу долази неколицина његових сабораца, Лозничана.
У вријеме велике муслиманске офанзиве на Мајевици, у рејону релеја Столице, у октобру 1992. године, пуковник Јовић је у борби рањен и по трећи пут. Рану је одболовао на ногама.
Пуковник Милан Јовић погинуо је 9. фебруара 1993. године у селу Билалићи, гдје је предводећи своје борце пао покошен рафалом надомак муслиманског упоришта Теочак.
На сахрани, на гробљу у његовом родном селу Трнови, од њега се опростило стотине грађана, међу којима и високо војно руководство тадашње Републике Српске, на челу са Ратком Младићем.
Поводом Видовдана, крсне славе ВРС, 28. јуна 1993. године пуковник Милан Јовић је постхумно одликован Орденом Немањића.
У његову славу, општина Угљевик, једном годишње организује манифестацију „Јовићеви дани“.
Једно вријеме основна школа у Трнови је носила његово име, да би под притиском промијенила име, и сада носи име још једног Трновца Филипа Вишњића. Занимљив је податак, да је прије него што је добила име „Милан Јовић“, школа носила име Васе Јовића Попца, партизанског хероја из Другог свјетског рата, који је из исте породице као и Милан Јовић.
У Угљевику је, на градском тргу, 22. децембра 2018. откривена спомен-статуа Милана Јовића, рад вајара Милоша Комада.